# Bee and PuppyCat
Bee and PuppyCat es una serie web estadounidense animada para adolescentes y adultos creada y escrita por Natasha Allegri, y dirigida por Larry Leichliter. La serie trata de Bee (voz por Allyn Rachel), una mujer desempleada de veinte años, quién encuentra una criatura misteriosa a la que llama PuppyCat (voz por Oliver del programa Vocaloid). Adopta este gato aparente-híbrido de perro, y juntos van en una serie de trabajos provisionales para pagar su alquiler mensual. El show es producido por Frederator Studios y animado por Dong Woo Animation y OLM, Inc. La serie más tarde sería expandida para incluir una serie cómic con el mismo nombre, publicado por KaBoom! Studios.

## Sinopsis
La historia sigue a Bee, una joven común y corriente que acaba de ser despedida de su empleo. Más al ir camino a casa se encuentra a un extraño gato-perro que la sacará de su rutina inmediatamente.

## Personajes
- Bee (voz por Allyn Rachel) — Tiene el cabello rizado color café, ojos café, piel clara y es de estatura media. Bee cambia de vestimenta constantemente pero su vestimenta más común es cuando ella usa un jersey amarillo con una imagen de una abeja, unos pantalones cortos de color rosa, calcetas blancas y botas marrones con moños rosas.
- PuppyCat (voz por el Vocaloid "Oliver") — Es un gato de color blanco, con cejas, orejas, patas, y cola de color marrón claro. Lleva un collar color rosa con un cascabel dorado colgando, de complexión regordeta, patas cortas que (según Bee), lo hacen lento al correr, una cola corta la cual parece más de perro, sus cejas están acomodadas de tal forma que lo hacen tener siempre una expresión de enojado o serio. Aunque es macho, sus diseños hacen que parezca hembra.
- Temp-bot (voz por Marina Sirtis, Hannah Hart, Roz Ryan) — Tiene una actitud alegre y profesional. Él parece estar interesado en la naturaleza humana al encontrar fascinante que Bee pueda dormir.
- Deckard (voz Por Kent Osborne) — Tiene el cabello blanco, su cabello esta rapado por todo el radio de su cabeza dejando solo un flequillo largo de arriba, Tiene piel morena, ojos heterocromáticos (uno es color verde y el otro azul turquesa). Lleva una chaqueta marrón, una camiseta blanca y unos pantalones marrón claro.
- Cass (voz por Ashly Burch) — Tiene el mismo color piel y es casi de la misma estatura que la de Deckard, tiene el cabello celeste, ojos azules oscurecidos y una camisa blanca con pantalones azules y zapatos blancos con bordes rojos.
- Cardamon (voz por Alexander Rodriguez) — Tiene tamaño promedio de un niño, piel blanca y expresión seria.  Tiene el pelo color lavanda, una camisa azul con cuello blanco y corbata amarilla,unos shorts color rojo, calcetas de diferente color la izquierda de color azul celeste y la otra turquesa y zapatos blancos.